# Klotrapunkel
Klotrapunkel (Phyteuma orbiculare) är en klockväxtart som beskrevs av Carl von Linné.
Klotrapunkel tillhör släktet rapunkler och familjen klockväxter. Arten har ej påträffats i Sverige. Inga underarter finns listade i Catalogue of Life.

## Bildgalleri

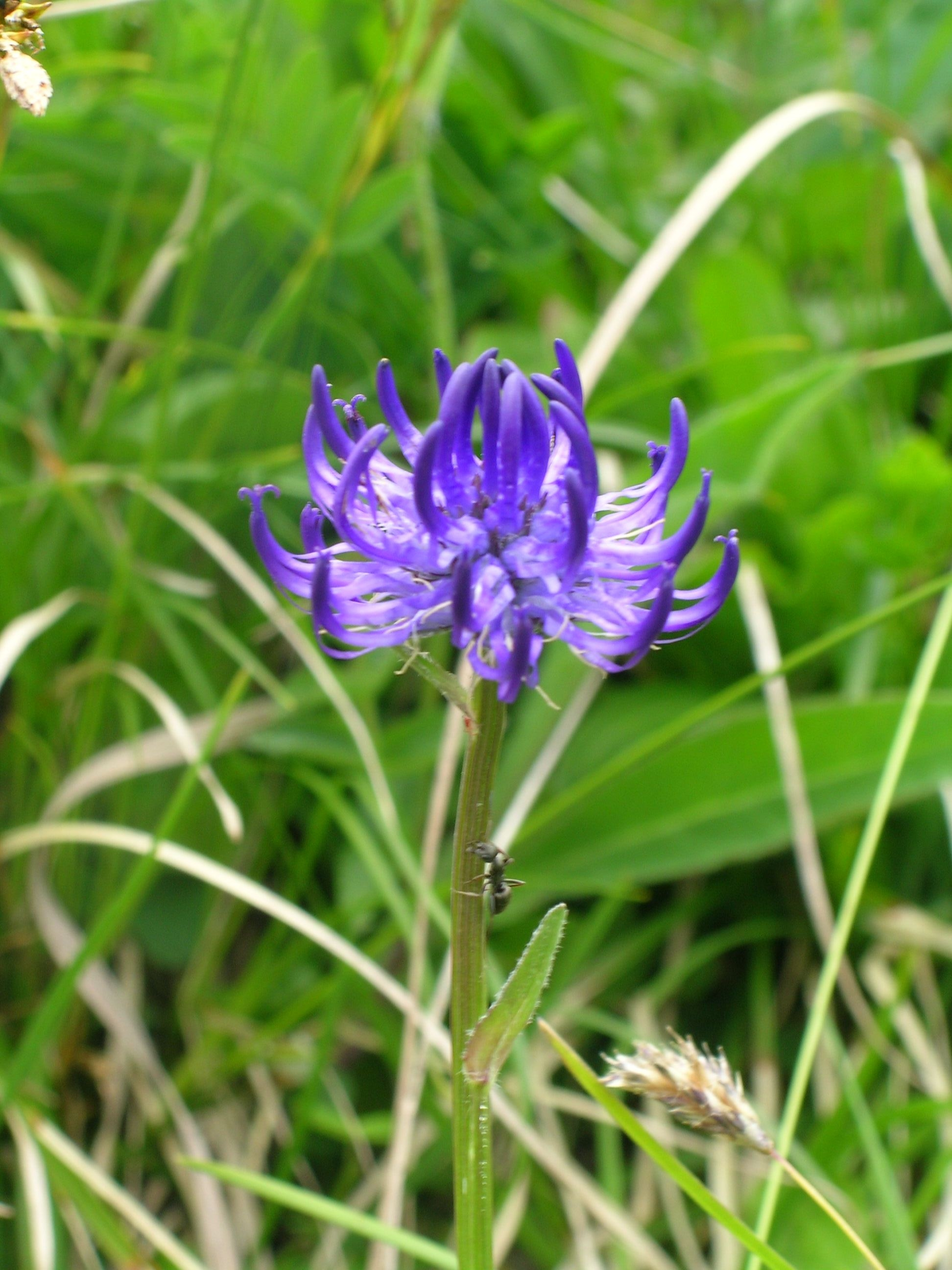
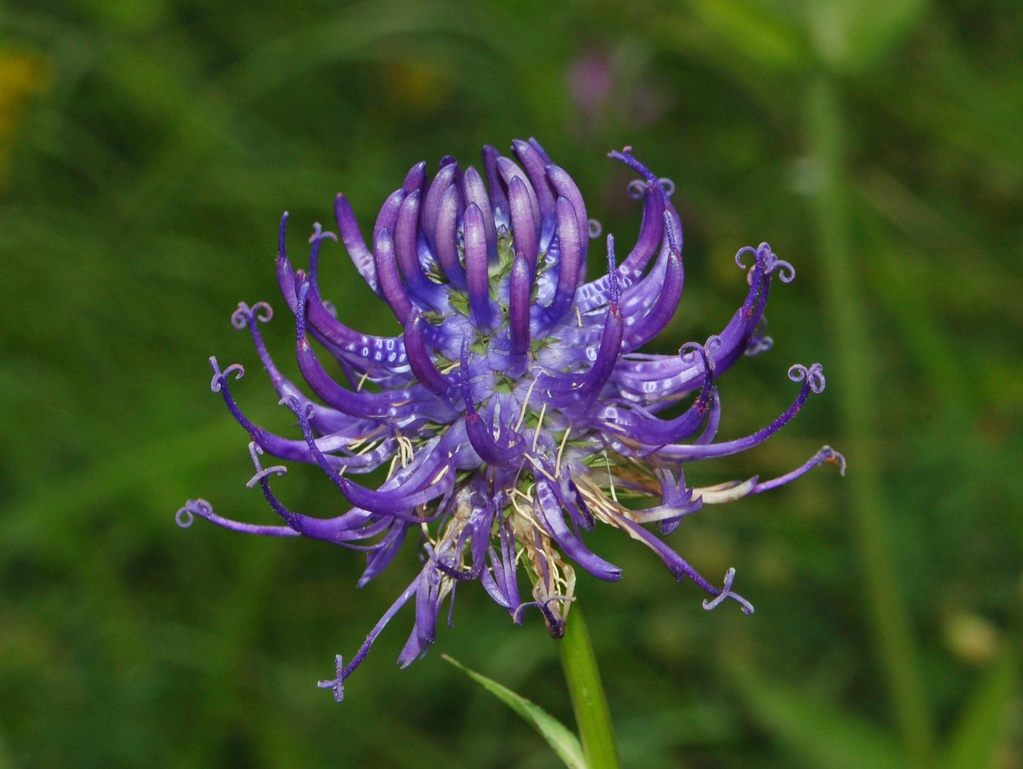
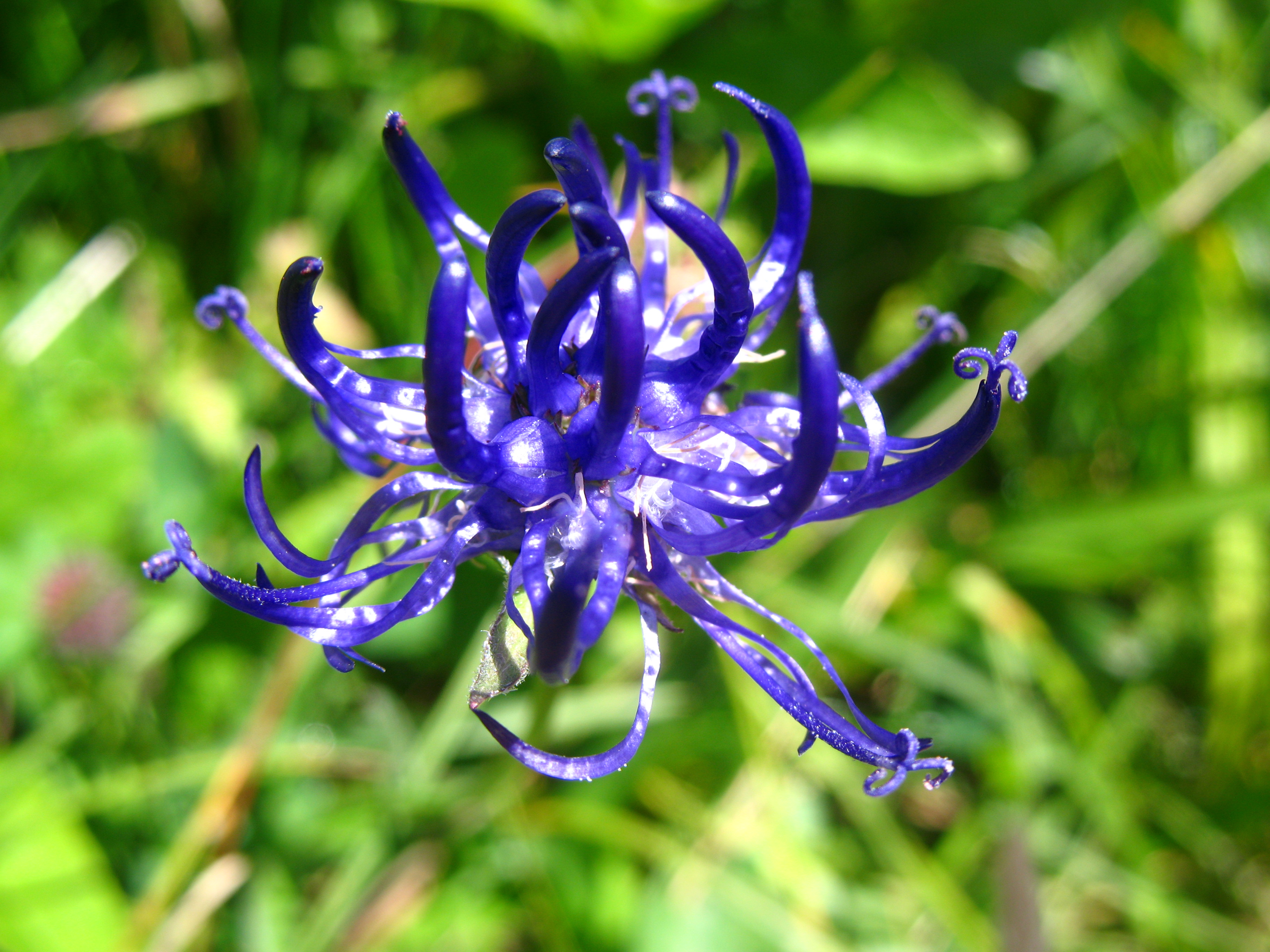
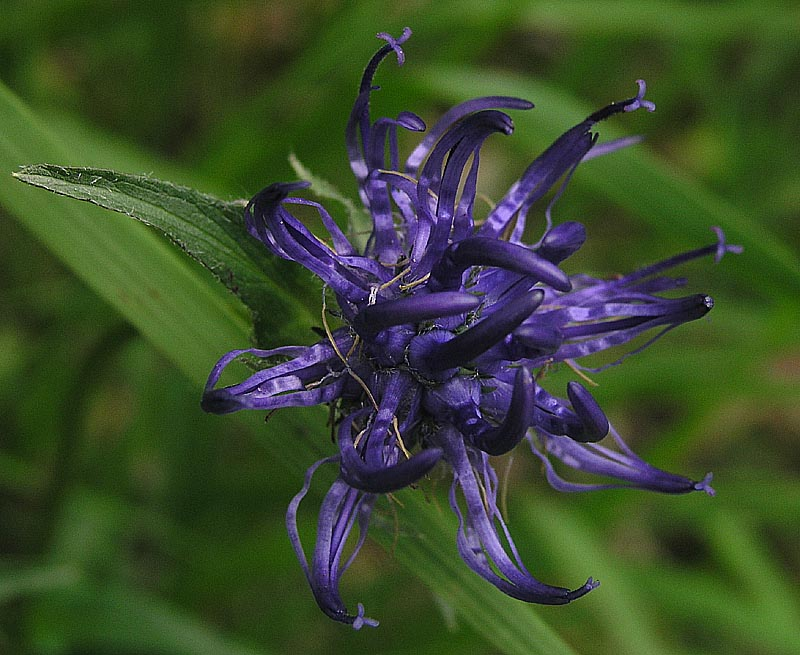
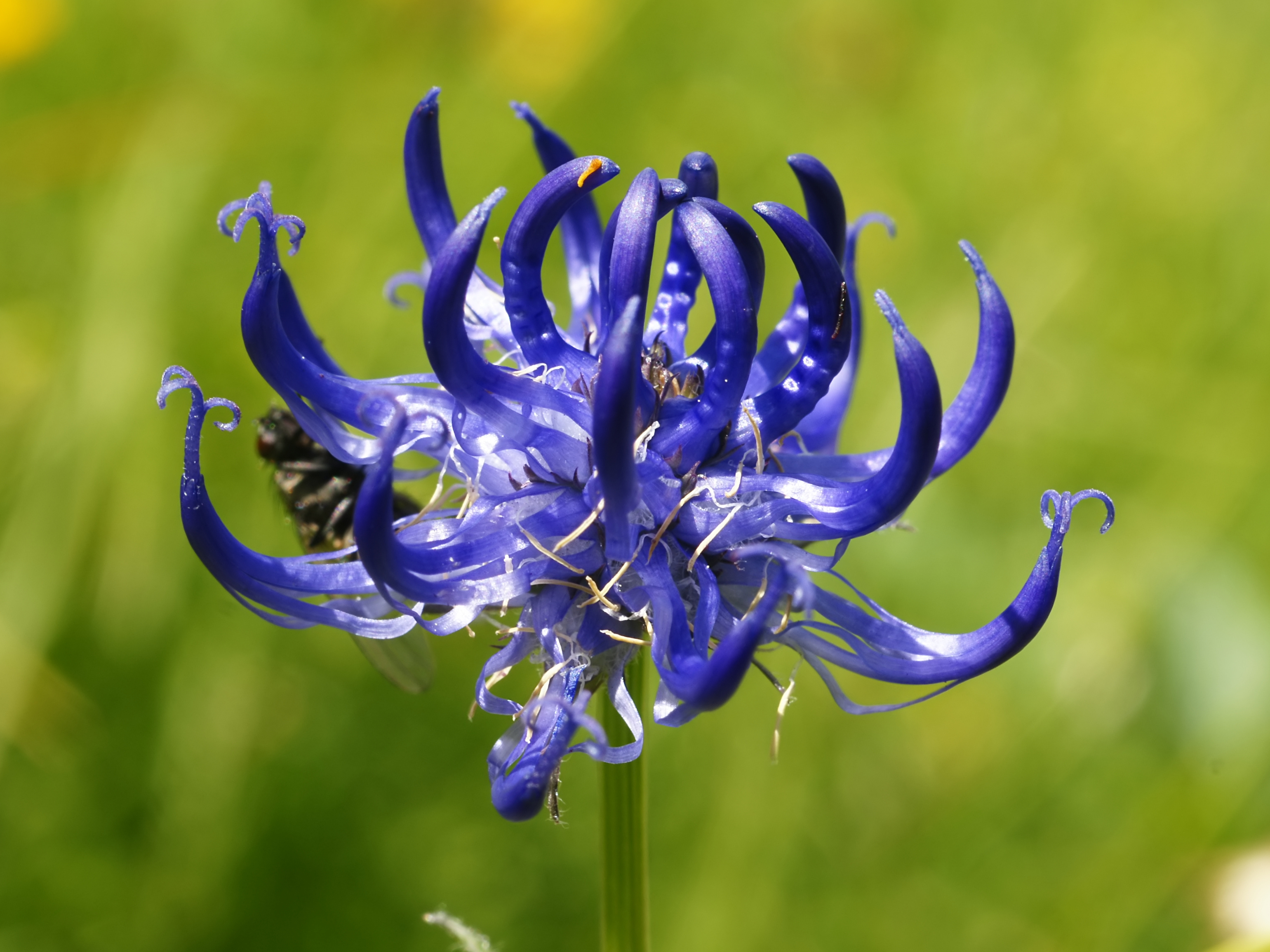
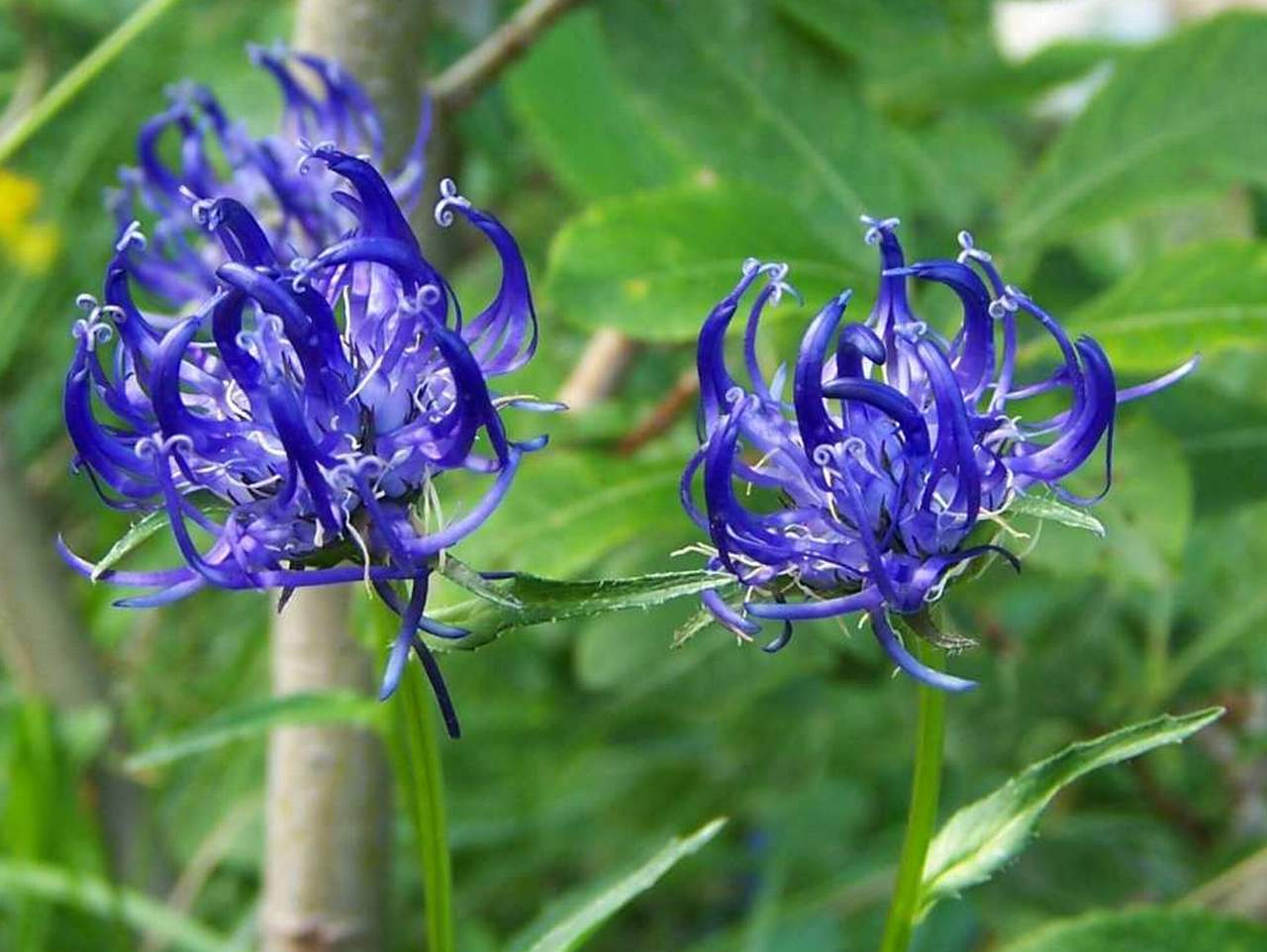